# Kreis Rothenburg (Ob. Laus.)
| Kreis Rothenburg (Ob. Laus.)                                        | Kreis Rothenburg (Ob. Laus.)                                            |
| ------------------------------------------------------------------- | ----------------------------------------------------------------------- |
| Wappen des Kreises                                                  |                                                                         |
| Preußische Provinz                                                  | Schlesien (1816–1919, 1938–1941) Niederschlesien (1919–1938, 1941–1945) |
| Regierungsbezirk                                                    | Liegnitz                                                                |
| Kreisstadt                                                          | Rothenburg                                                              |
| Fläche                                                              | 1125 km² (0000–1932) 1333 km² (1932–1945) 0980 km² (1945–1947)          |
| Gemeinden                                                           | 110 (1939)                                                              |
| Lage des Kreises                                                    |                                                                         |
| Lage des Kreises Rothenburg im westlichen Regierungsbezirk Liegnitz |                                                                         |

Der Kreis Rothenburg (Ob. Laus.) (= Oberlausitz) war ein Landkreis, der von 1816 bis 1945 in den preußischen Provinzen Schlesien bzw. Niederschlesien bestand. Aus seinem westlich der Lausitzer Neiße gelegenen und damit in der sowjetischen Besatzungszone verbliebenen Teil wurde 1945 der Landkreis Weißwasser gebildet. Das ursprüngliche Kreisgebiet gehört heute westlich der Lausitzer Neiße zum sächsischen Landkreis Görlitz und östlich – bis auf Tormersdorf – zum polnischen Powiat Żary.
Bei seiner Gründung befanden sich im Kreis zwei Städte, Muskau an der nördlichen und Rothenburg (Ob. Laus.) an der südlichen Kreisgrenze. Nach Auflösung des Kreises Sagan kam dessen westlicher Teil 1932 mit der Stadt Priebus (Schlesien) zum Kreis Rothenburg. Die beiden größten Gemeinden Weißwasser und Niesky erhielten 1935 das Stadtrecht, so dass der Kreis am 1. Januar 1945
- fünf Städte
- 102 weitere Gemeinden
- und einen Forst-Gutsbezirk umfasste.

Nach dem Zweiten Weltkrieg wurde der westlich der Lausitzer Neiße gelegene Restkreis am 9. Juli 1945 dem Land Sachsen eingegliedert. Der Kreisteil östlich der Lausitzer Neiße ging in den polnischen Powiats (Kreisen) Żary und Zgorzelec auf. Im Oktober 1945 erfolgte die Verlegung der Kreisverwaltung in die inzwischen größte Stadt Weißwasser, damit einher ging die Umbenennung in Landkreis Weißwasser. Am 16. Januar 1947 ging er im Landkreis Weißwasser-Görlitz auf.

## Verwaltungsgeschichte

### Königreich Preußen
Nach dem Wiener Kongress trat 1815 ein großer Teil der ehemals sächsischen Oberlausitz zum Regierungsbezirk Liegnitz der preußischen Provinz Schlesien. Aus Teilen davon wurde im Mai 1816 der neue Kreis Rothenburg gebildet.  Das Landratsamt war in Rothenburg. Mit Rücksicht auf die Standesherrschaft Muskau kamen deren östliche Exklaven ebenfalls zum Kreis Rothenburg. Die Bemühungen des Grafen Hermann von Pückler-Muskau, die standesherrschaftliche Gemeinde Jämlitz ebenfalls in den Landkreis zu bringen, blieben trotz Anfragen an den preußischen König erfolglos.
Zum 1. Januar 1820 erfolgte die endgültige Abgrenzung des Kreises Rothenburg mit der Umgliederung der Dörfer Groß Krauscha, Neu Krauscha und Ober Neundorf aus dem Kreis Rothenburg in den Kreis Görlitz.

### Norddeutscher Bund / Deutsches Reich
Seit dem 1. Juli 1867 gehörte der Kreis zum Norddeutschen Bund und ab dem 1. Januar 1871 zum Deutschen Reich. In der Folgezeit setzte sich die Bezeichnung Rothenburg i./Ob. Laus. durch. Zum 8. November 1919 wurde die Provinz Schlesien aufgelöst. Aus den Regierungsbezirken Breslau und Liegnitz wurde die neue Provinz Niederschlesien gebildet. Zum 30. September 1928 fand im Kreis Rothenburg i./Ob. Laus. entsprechend der Entwicklung im übrigen Freistaat Preußen eine Gebietsreform statt, bei der nahezu alle Gutsbezirke aufgelöst und benachbarten Landgemeinden zugeteilt wurden. Gleichzeitig fanden folgende Grenzänderungen statt:
- Eingliederung des Gutsbezirks Neudorf b. Pechern, Forst aus dem Kreis Sagan in den Kreis Rothenburg i. Ob. Laus.,
- Eingliederung des Gutsbezirks Kuthen, Forst aus dem Kreis Rothenburg i. Ob. Laus. in den Kreis Hoyerswerda.

Zum 1. Oktober 1932 wurde der Kreis Sagan aufgelöst und dessen westlicher Teil in den Kreis Rothenburg i. Ob. Laus. eingegliedert, wodurch die Exklave mit den Dörfern um Zibelle zwischen den Kreisen Sorau und Sagan nun mit dem restlichen Kreisgebiet verbunden war. Von der Umgliederung betroffen waren die Stadt Priebus sowie die Landgemeinden Alt Tschöpeln, Bogendorf, Dubrau, Gräfenhain, Groß Petersdorf, Hermsdorf b. Priebus, Jamnitz-Pattag, Jenkendorf, Kochsdorf, Mellendorf, Merzdorf b. Priebus, Mühlbach, Neu Tschöpeln, Pechern, Quolsdorf b. Tschöpeln, Raußen, Reichenau b. Priebus, Ruppendorf, Tschöpeln, Wällisch, Wendisch Musta, Zessendorf und Ziebern. Mit 1333 km² war der Rothenburger Kreis nach dem ebenfalls vergrößerten Kreis Sprottau nun der zweitgrößte Landkreis in der Provinz Niederschlesien.
Nunmehr setzte sich die abgeänderte Kreisbezeichnung Rothenburg (Ob. Laus.) durch, bei der es bis Kriegsende blieb. 

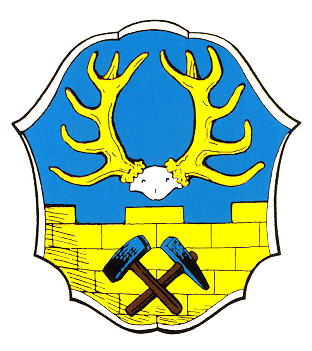
1937 eingeführtes Wappen

Im Jahr 1937 wurde ein Wappen eingeführt, das sich am Wappen der Oberlausitz orientierte und symbolisch um die Eigenschaften Wildreichtum und Bergbau ergänzt wurde.
Vom 1. April 1938 wurden die preußischen Provinzen Niederschlesien und Oberschlesien erneut zur Provinz Schlesien zusammengeschlossen. Zum 18. Januar 1941 wurde die Provinz Schlesien wieder aufgelöst, aus den bisherigen Regierungsbezirken Breslau und Liegnitz wurde wieder die Provinz Niederschlesien gebildet.
Im Frühjahr 1945 wurde das Kreisgebiet von der Roten Armee besetzt. Im Sommer 1945 wurde der Teil östlich der Lausitzer Neiße von der sowjetischen Besatzungsmacht gemäß dem Potsdamer Abkommen unter polnische Verwaltung gestellt. Dort begann anschließend der Zuzug polnischer Zivilisten, zum großen Teil aus den im Rahmen der „Westverschiebung Polens“ an die Sowjetunion gefallenen Gebieten östlich der Curzon-Linie. In der Folgezeit wurde die deutsche Bevölkerung größtenteils vertrieben.

### Sowjetische Besatzungszone/Deutsche Demokratische Republik
Durch Befehl der Sowjetischen Militäradministration wurde der westlich der Lausitzer Neiße gelegene Teil des Kreises am 9. Juli 1945 in das Land Sachsen umgegliedert. Im Oktober erfolgte die Verlegung der Kreisverwaltung von der abseits gelegenen Stadt Rothenburg in die weitaus größere Stadt Weißwasser, damit einher ging die Umbenennung in Landkreis Weißwasser, obgleich vereinzelt auch noch der alte Name weiterverwendet wurde. Der Landkreis umfasste nun noch eine Fläche von 980 km² mit 69.031 Einwohnern. Als Landrat wurde Friedrich August Heiden (KPD) ernannt. Am 16. Januar 1947 wurde der Landkreis mit dem benachbarten Landkreis Görlitz zu einem neuen Landkreis Weißwasser-Görlitz mit Sitz in Weißwasser zusammengeschlossen, der wiederum am 12. Januar 1948 in Landkreis Niesky umbenannt wurde.
Am 25. Juli 1952 wurde das ehemalige Kreisgebiet durch die Kreisreformen in der DDR auf die neuen Kreise Weißwasser, Niesky und Görlitz-Land aufgeteilt.

## Einwohnerentwicklung
| Jahr | Einwohner | Quelle |
| ---- | --------- | ------ |
| 1819 | 32.469    | [ 6 ]  |
| 1846 | 44.769    | [ 7 ]  |
| 1871 | 51.374    | [ 8 ]  |
| 1885 | 50.919    | [ 9 ]  |
| 1900 | 59.800    | [ 10 ] |
| 1910 | 71.564    | [ 10 ] |
| 1925 | 76.319    | [ 11 ] |
| 1939 | 91.471    | [ 11 ] |

Zur Volkszählung 1900 gaben von insgesamt 59.800 Einwohnern des Kreises 10.288 „Wendisch“ als alleinige Muttersprache an (17,2 %), weitere 1672 Wendisch und Deutsch (2,8 %).

## Landräte
- 1816–1833 – Friedrich Wilhelm Heinrich von Roeder
- 1834–1838 – Karl Friedrich August von Rabenau
- 1838–1858 – Friedrich Leopold von Ohnesorge
- 1858–1862 – Adolf von Fürstenstein
- 1862–1884 – Wolf Emil von Gersdorff
- 1885–1907 – Hans von Lucke
- 1907–1919 – Philipp von Lucke
- 191900000 – Meinke (vertretungsweise)
- 1919–1927 – Johannes Großmann
- 1928–1932 – Rudolf Merz (SPD)
- 193200000 – Ernst Beckmann (kommissarisch)
- 1932–1937 – Werner Kuhne
- 1937–1938 – Rudolf Wagner (kommissarisch)
- 1938–1943 – Johannes Blendermann
- 194300000 – Karl-August Vieregge, Landrat des Kreises Lauban (vertretungsweise)
- 1943–1945 – Rudolf Zschacke
- 1945–1947 – Friedrich August Heiden

## Kommunalverfassung bis 1945
Der Kreis Rothenburg (Ob. Laus.) gliederte sich zunächst in Städte, in Landgemeinden und Gutsbezirke. Mit Einführung des preußischen Gemeindeverfassungsgesetzes vom 15. Dezember 1933 gab es ab dem 1. Januar 1934 eine einheitliche Kommunalverfassung für alle preußischen Gemeinden. Mit Einführung der Deutschen Gemeindeordnung vom 30. Januar 1935 trat zum 1. April 1935 im Deutschen Reich eine einheitliche Kommunalverfassung in Kraft, wonach die bisherigen Landgemeinden nun als Gemeinden bezeichnet wurden. Eine neue Kreisverfassung wurde nicht mehr geschaffen; es galt weiterhin die Kreisordnung für die Provinzen Ost- und Westpreußen, Brandenburg, Pommern, Schlesien und Sachsen vom 19. März 1881.

## Gemeinden

### Gemeinden rechts der Lausitzer Neiße
Die folgenden Gemeinden lagen östlich der Lausitzer Neiße und fielen 1945 an Polen:
- Alt Tschöbeln
- Beinsdorf
- Bogendorf
- Buchwalde
- Burglehn Muskau
- Dubrau
- Gräfenhain
- Groß Petersdorf
- Hermsdorf b. Priebus
- Kochsdorf
- Leippa
- Lugknitz
- Mühlbach
- Neißebrück (teilweise)
- Neu Tschöpeln
- Priebus, Stadt
- Quolsdorf b. Töpferstedt
- Reichenau b. Priebus
- Roßnitz
- Ruppendorf
- Sänitz
- Schönborn
- Tormersdorf
- Tschöpeln
- Wällisch
- Wendisch Musta
- Zessendorf
- Zibelle
- Ziebern
- Zoblitz-Lodenau (teilweise)

Die folgenden Gemeinden verloren vor 1945 ihre Eigenständigkeit:
- Braunsdorf, am 1. April 1938 zu Birkenstedt
- Dobers, am 1. April 1938 zu Sänitz
- Jamnitz-Pattag, am 1. April 1938 zu Neißebrück
- Jenkendorf, am 1. April 1938 Reichenau
- Klein Bogendorf, am 1. April 1938 zu Bogendorf
- Mellendorf, am 1. April 1938 zu Groß Petersdorf
- Merzdorf, am 1. April 1938 zu Schönborn
- Mittel Zibelle, am 30. September 1928 zu Zibelle
- Nieder Zibelle, am 30. September 1928 zu Zibelle
- Ober Zibelle, am 30. September 1928 zu Zibelle
- Raußen, am 1. April 1938 zu Ziebern
- Zoblitz, am 1. April 1938 zu Zoblitz-Lodenau

### Gemeinden links der Lausitzer Neiße
Die folgenden Gemeinden lagen westlich der Lausitzer Neiße und verblieben 1945 im verkleinerten Kreis Rothenburg:
- Altliebel
- Biehain
- Boxberg
- Bremenhain
- Daubitz
- Diehsa
- Dürrbach
- Förstgen
- Gablenz
- Gebelzig
- Geheege
- Groß Düben
- Groß Radisch
- Hähnichen
- Haide
- Halbendorf
- Hammerstadt
- Horka
- Horscha
- Jänkendorf
- Kaana
- Kaltwasser
- Klein Priebus
- Klein Radisch
- Klitten
- Köbeln
- Kodersdorf
- Kollm
- Kosel
- Krauschwitz
- Kreba
- Kringelsdorf
- Mücka
- Mückenhain
- Mühlrose
- Mulkwitz
- Muskau, Stadt
- Neudorf
- Neuhammer
- Neusorge
- Nieder Neundorf
- Nieder Seifersdorf
- Niesky, Stadt
- Nochten
- Noes
- Ober Prauske
- Pechern
- Petershain
- Podrosche
- Publick
- Quitzdorf
- Quolsdorf b. Hähnichen
- Reichwalde
- Rietschen
- Rohne
- Rothenburg (O.L.), Stadt
- Sagar
- Särichen
- Schleife
- See
- Skerbersdorf
- Spree
- Sprey
- Sproitz
- Stannewisch
- Steinbach
- Steinölsa
- Teicha
- Thiemendorf
- Tränke
- Trebendorf
- Trebus
- Tzschelln
- Uhsmannsdorf
- Viereichen
- Weigersdorf
- Weißkeißel
- Weißwasser, Stadt
- Wiesa
- Zimpel-Tauer

Die folgenden Gemeinden verloren vor 1945 ihre Eigenständigkeit:
- Baarsdorf, am 1. April 1938 zu Nieder Seifersdorf
- Berg, 1940 zu Muskau
- Boxberg, Anteil Jahmen, 1929 zu Boxberg
- Boxberg, Anteil Muskau, 1929 zu Boxberg
- Brand, 1904 zu Skerbersdorf
- Dauban, am 1. April 1938 zu Weigersdorf
- Eselsberg, 1928 zu Kringelsdorf
- Hermannsdorf, am 18. April 1903 zu Weißwasser
- Jahmen, am 1. April 1938 zu Klitten
- Jerchwitz, 1928 zu Thräna
- Kaschel, am 1. April 1938 zu Klitten
- Keula, am 1. April 1938 zu Krauschwitz
- Klein Ölsa, am 1. April 1938 zu Klitten
- Lodenau, am 1. April 1938 zu Zoblitz-Lodenau, 1945 wieder Gemeinde
- Mochholz, am 1. April 1938 zu Viereichen
- Moholz, am 1. April 1938 zu See
- Neuliebel, am 1. April 1938 zu Altliebel
- Neu-Särichen, 1929 zu Niesky
- Neuhof, 1929 zu Niesky
- Nieder Gebelzig, am 30. September 1928 zu Gebelzig
- Nieder Kosel, 1929 zu Kosel
- Nieder Prauske, am 1. April 1938 zu Rietschen
- Nieder Rengersdorf, am 1. April 1938 zu Kodersdorf
- Ober Gebelzig, am 30. September 1928 zu Gebelzig
- Ober Horka, 1929 zu Horka
- Ober Kosel, 1929 zu Kosel
- Ober Nieder Ölsa, am 1. April 1938 zu Förstgen
- Ober Rengersdorf, am 1. April 1938 zu Kodersdorf
- Ödernitz, 1929 zu Niesky
- Schadendorf, 1925 zu Wunscha
- Thräna, am 1. April 1938 zu Groß Radisch
- Torga, am 30. November 1936 zu Kodersdorf
- Tschernske, am 1. April 1938 zu Kreba
- Ullersdorf, am 1. April 1938 zu Jänkendorf
- Werda, am 1. April 1938 zu Rietschen
- Werdeck, am 1. April 1938 zu Neißebrück, 1945 wieder Gemeinde
- Wilhelmsfeld, am 1. Januar 1929 zu Kringelsdorf
- Wunscha, am 1. April 1938 zu Publick

## Ortsnamen
Unter der NS-Herrschaft wurden ab 1936 mehrere Orte umbenannt; die meisten  erhielten nach dem Krieg wieder ihre vorherigen Namen.
- Alt Tschöpeln: Lindenhain (Oberlausitz)
- Diehsa: Altmarkt
- Dubrau: Eichenwald
- Horka: Wehrkirch
- Horscha: Zischelmühle
- Kaana: Reichendorf
- Keula: Rudolfhütte
- Kreba: Heideanger
- Mücka: Stockteich
- Neu Tschöpeln: Birkenstedt (Oberlausitz)
- Noes: Bleichenau
- Podrosche: Grenzkirch
- Publick: Wildfelde
- Skerbersdorf: Schönlinden
- Stannewisch: Steinhufen
- Steinölsa: Steinerlen
- Teicha: Teichrode (Ob. Laus.)
- Thräna: Stiftswiese
- Torga: Kleeberg (Ob. Laus.)
- Tschöpeln: Töpferstedt
- Wendisch Musta: Birkfähre
- Werda: Inselheide
- Wiesa: Rabental (1936–1938), danach Altwiese
- Wunscha: Wunschhausen

## Persönlichkeiten
- Walther Nernst (1864–1941), Nobelpreisträger der Chemie (1920), lebte im Alter in Zibelle (ehemaliges Rittergut Ober-Zibelle)